# Rada Biller
Rada Biller (russisch Рада Биллер, als russisch Раиса Чахмахчева Raissa Tschachmachtschewa, englisch Raissa Tchakhmakhtcheva, wiss. Transliteration: Raisa Čachmachčeva, geboren 1930/1931 in Baku, Aserbaidschanische SSR, Sowjetunion; gestorben am 11. September 2019 in Hamburg) war eine russische Wirtschaftsgeographin und deutsche Schriftstellerin. Sie verfasste Prosatexte in ihrer russischen Schriftsprache.

## Leben

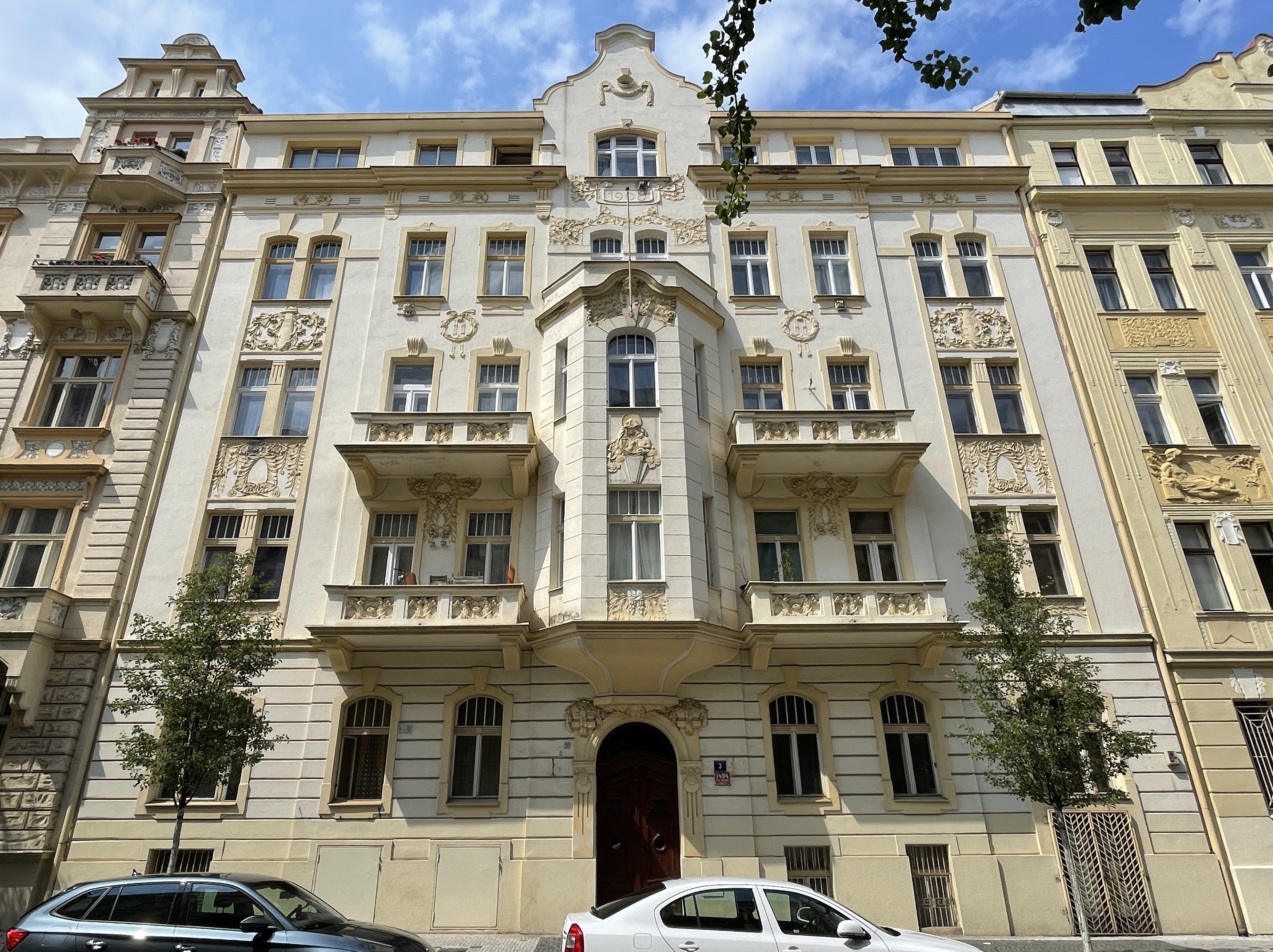
Jugendstil-Wohnhaus in der Prager Straße Krkonošská 3 (2022)

Raissa Tschachmachtschewa wurde 1930/1931 als Tochter einer jüdischen Mutter und eines armenischen Vaters in Baku geboren und zog 1937 mit der Familie nach Moskau um. Während des „Großen Vaterländischen Kriegs“ lebte sie in Baschkirien und Stalingrad. Nach dem Zweiten Weltkrieg studierte sie Wirtschaftsgeographie an der Lomonossow-Universität Moskau und war anschließend als Geographin und Volkswirtschaftlerin tätig. Sie lernte Semjon-Jevsej Biller (geboren 1931 in Kunzewo bei Moskau; gestorben im Juli 2017 in Hamburg) kennen, dessen Eltern aus Böhmen stammten. Im Dezember 1954 hat sie in Moskau die Tochter Elena geboren. 
In den 1950er Jahren hat die Familie die Sowjetunion verlassen und zog nach Prag um. Dort lebte sie im Stadtteil Vinohrady. Im August 1960 hat sie in Prag den Sohn Maxim Biller geboren.
Im April 1971, rund zwei Jahre nach der Niederschlagung des Prager Frühlings emigrierte die Familie Biller nach Hamburg, weil der Ehemann dort eine Tätigkeit als Übersetzer und Dolmetscher erhielt. In Hamburg forschte sie am Institut für Außenhandel und Überseewirtschaft der Universität Hamburg und verfasste als Raissa Tchakhmakhtcheva mehrere wissenschaftliche Monografien. Rada Biller lebte im Quartier Grindel und war ein langjähriges Mitglied der Jüdischen Gemeinde Hamburg.
Rada Biller verstarb im Alter von 88 Jahren in Hamburg, wo sie fünf Jahrzehnte gewohnt hatte. Die Beisetzung fand auf dem Neuen Jüdischen Friedhof in Prag statt, wo im Sommer 2017 der Ehemann Semjon-Jevsej Biller bestattet wurde.

## Schriftstellerisches Werk
Bereits in den 1960er Jahren begann sie Prosaskizzen, Kurzgeschichten und Erinnerungen in ihrer russischen Muttersprache zu schreiben. Sie debütierte als Schriftstellerin im Alter von rund 72 Jahren mit dem autobiografischen Roman Melonenschale, der 2003 im Berlin Verlag erschien. Die zweite Auflage kam 2005 vom Piper Verlag in den Buchhandel. Im Jahr 2007 folgte der Roman Lina und die anderen und 2011 der Erzählungsband Meine sieben Namen und ich. Sie ist Vorbild für die Hauptfigur des Romans Mama Odessa (2023) ihres Sohnes Maxim.

## Belletristik
- Melonenschale. Lebensgeschichten der Lea T. Autobiographischer Roman. Berlin Verlag, Berlin 2003, ISBN 978-3-8270-0359-1; zweite Auflage: Piper Verlag, Berlin 2005, ISBN 978-3-8333-0299-2.
  - in russischer Sprache: Arbuznaja korka. Avtobiografičeskij Roman. (Арбузная корка). Izdat. Ol’ga Krylova, Praga 2012.
  - in tschechischer Sprache: Melounová slupka. Autobiografický román. Novela bohemica, Praha 2013.
- Lina und die anderen. Roman. Berlin Verlag, Berlin 2007, ISBN 978-3-8270-0703-2.
- Meine sieben Namen und ich. Erzählungen. Berlin Verlag, Berlin 2011, ISBN 978-3-8270-0990-6.

## Monografien
als Raissa Tchakhmakhtcheva / Raisa Čachmachčeva
- mit Andreas Wass von Czege: Die sowjetische Außenhandelsbürokratie. Struktur, Entscheidungsprozess, Verhalten. Lucius & Lucius, Stuttgart 1997  – zweite Auflage; Gustav Fischer Verlag, Stuttgart 1982, ISBN 978-3-437-40123-7
- mit Andreas Wass von Czege: Organisatorische Verhaltensdeterminanten der sowjetischen Außenwirtschaftsträger. Institut für Außenhandel und Überseewirtschaft der Universität Hamburg, Hamburg 1979, DNB 810368528
- Kommunikationssystem und Entscheidungsverhalten im sowjetischen Westhandel. Der außenwirtschaftliche Entscheidungsablauf als Verhaltensdeterminante. Hamburg 1980, DNB 550567526
- als Mitautorin: Entscheidungsprozesse in sozialistischen Wirtschaftsbürokraten bei Interaktionen mit marktwirtschaftlich strukturierten Ländern. Institut für Außenhandel und Überseewirtschaft der Universität Hamburg, Hamburg 1981, DNB 820539198
- mit Andreas Wass von Czege: Reformen in der sowjetischen Außenhandelsorganisation. Ziele, Ansatzpunkte und Probleme. Institut für Außenhandel und Überseewirtschaft der Universität Hamburg, Hamburg 1981, DNB 820031496